# Эльвира (вилла)
Вилла Эльвира (также Дача Яцкевич) — особняк в посёлке Семеиз в Крыму, расположенный по адресу ул. Красномаякская, 2, постройки начала XX века, спроектированный Н. П. Красновым и возведённый главным зодчим Нового Симеиза военным инженером генерал-майором Я. П. Семёновым в 1909 году для Иеронима Адамовича Яцкевича.

Полковник русской армии Иероним Адамович Яцкевич (полное имя Героним-Гилярий Адамович Яцкевич) ранее 1908 года купил у владельца Нового Симеиза И. С. Мальцова в западной части Нового Симеиза дачный участок № 47а, площадью 610 квадратных саженей (примерно 27,7 сотки). В 1909 году, по проекту знаменитого ялтинского архитектора Н. П. Краснова, проект воплотил главный зодчий Нового Симеиза, военный инженер генерал-майор Я. П. Семёнов. Было возведено самое большое в этой части Нового Симеиза двухэтажное здание на 39 комнат «с содержанием пансиона для приезжих» в восточном стиле. Оно получило название «Эльвира». При пансионе работал знаменитый ресторан. Им, как и всей виллой руководил известный на курорте повар, симеизский татарин Мемет Ресюль. Также был управляющим виллы Ксения. В ресторане виллы Эльвира за ужином часто собирались не только постояльцы дачи, но и многие гости курорта. Пансион имел солидную репутацию и упомянут, как «пансион Эльвира Мемета Ресюля» (среди всего трёх симеизских пансионов) в « путеводителе по отечественным курортам» 1915 года. И. И. Пузанов писал в своих мемуарах
…столичная аристократия …столовалась за лучшим табльдотом Симеиза — у знаменитого повара Мемета Ресюля. (…) Слава о кулинарных способностях «опытного повара Мемета» гремела по всему Южному берегу, и он неоднократно получал приглашения работать у разных именитых людей, вплоть до Великих князей. Однако, раз став на ноги, он всегда предпочитал быть самостоятельным и держать собственный табльдот — в 1915 на вилле Эльвира….

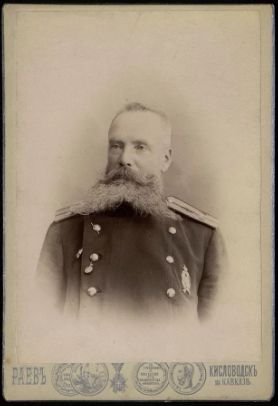
Подполковник И. А. Яцкевич, 1890-е
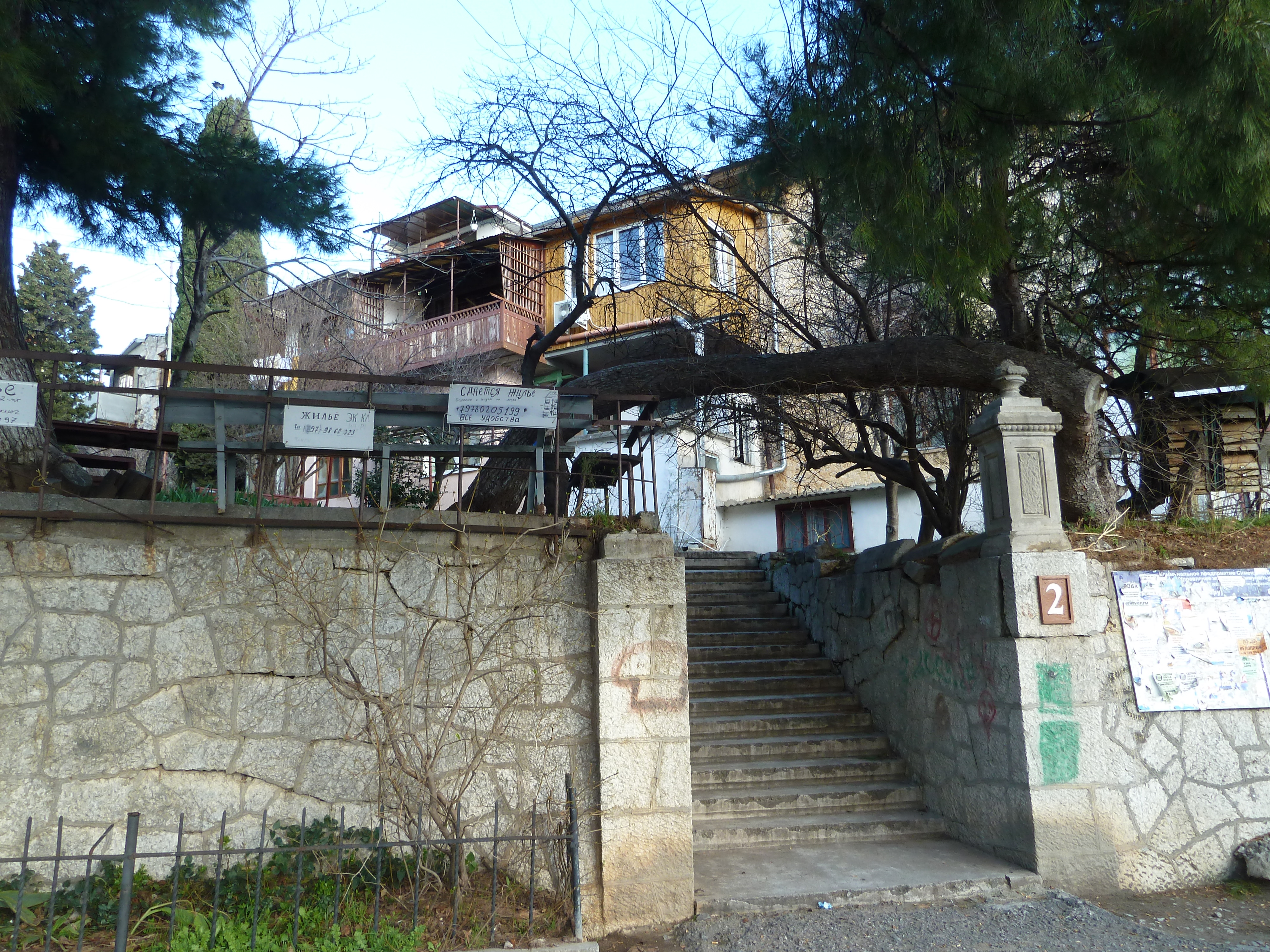
Современный вид.

## После революции
16 декабря 1920 года приказом председателя Революционного комитета Крыма были изъяты «из частного владения как разных ведомств, так и частных лиц все имения Южного берега Крыма в районе от Судака до Севастополя включительно» и передавались в ведение специально созданного Управления Южсовхоза. Вилла Эльвира была превращена в многоквартирный жилой дом, в каковом качестве используется и поныне. Многочисленные пристройки и переделки последних десятилетий практически разрушили архитектурный облик здания. Решением Ялтинского городского исполнительного комитета № 64 от 24 января 1992 года «Дача „Эльвира“, начало XX века» была включена в список выявленных объектов культурного наследия. На основании акта государственной историко-культурной экспертизы, постановлением Совмина Республики Крым № 128 от 11 марта 2021 года объект был исключён из перечня памятников.